# Negociación

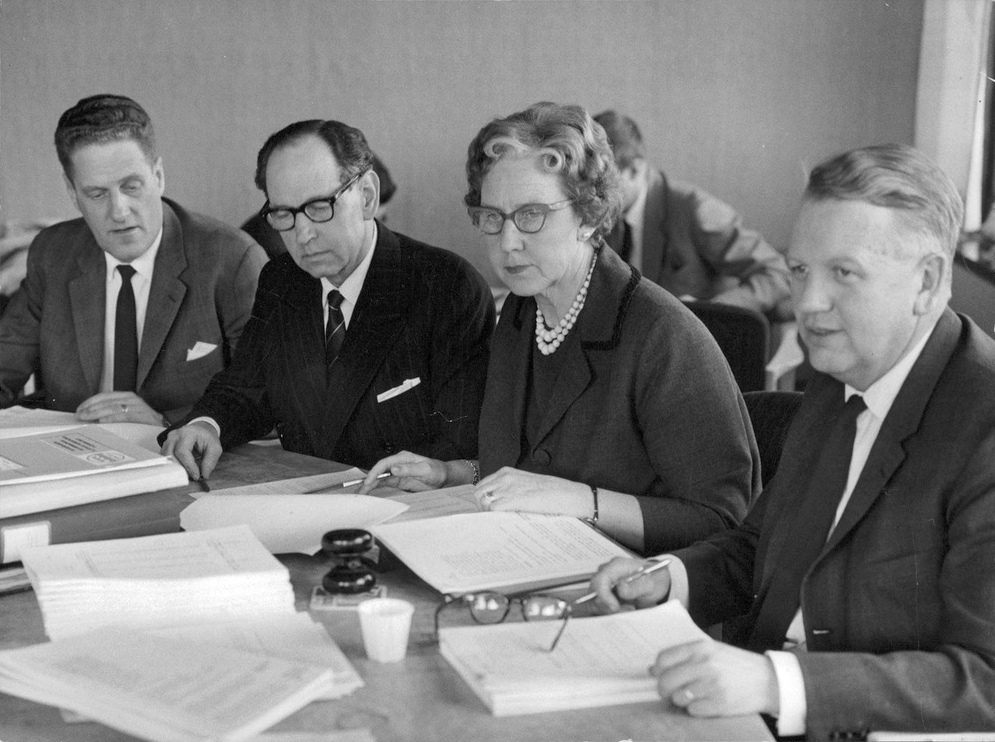
Ronda de Negociacion.

La negociación es un proceso de discusión que se establece entre las partes, por medio de representantes si son grupos, y cuyo objetivo es el de llegar a un acuerdo aceptable para todos. Para que una diferencia pueda resolverse a través de la negociación son imprescindibles tres condiciones: 
• La existencia de un mínimo de intereses comunes o complementarios de las partes. 
• La existencia de una motivación por ambas partes de encontrar un acuerdo. 
• La existencia de una autonomía reconocida recíprocamente.
Sus objetivos pueden ser: resolver puntos de diferencia, ganar ventajas para una persona o grupo, diseñar resultados para satisfacer varios intereses, mejorar situaciones actuales, resolver conflictos o llegar a un punto neutral de la información.

### Interacción
Este factor es muy importante, ya que alude a la realidad humana de todas las partes involucradas, con sus distintas personalidades, realidades, necesidades, emociones y formas de pensar. En una negociación se tiene a dos o más personas intentando generar beneficios para sí, para alguien más o para una organización a la que representan, pero lo hacen a partir de su propia realidad humana, con sus implicaciones emocionales y psicológicas, con sus formas de pensamiento y patrones de conducta. Eso hace que esta interacción sea un factor esencial en las negociaciones y del que se derivan muchas de las situaciones que se suelen o pueden presentar dentro de ellas. Esto nos permite también comprender lo que sucede dentro de una negociación y prever formas de desempeñarse dentro de ellas de la mejor forma para que te conectes a nuestra disposición

### Principio Base
Una negociación debe dejar a ambas partes parcialmente satisfechas, esto marca que el procedimiento fue llevado a cabo de forma correcta ya que ninguno de los bandos obtiene todo lo que desea ni pierde todo lo que posee.

### Búsqueda de beneficios
La posibilidad de producir beneficios es la sustancia que da origen a una negociación. Una interacción humana que no tiene por objetivo generar beneficios, no es una negociación. Estos beneficios pueden ser de distintos tipos: pueden ser necesidades o deseos. idealmente se producen para todas las partes involucradas; sin embargo, esto no es posible en todos los casos. Una de las visiones más generalizadas, popularizada por William Ury, Roger Fischer y Bruce Patton en lo que se conoce como "El modelo Harvard de negociación" sugiere que la creación de beneficios mutuos define a las negociaciones; en realidad, los beneficios mutuos son un objetivo, pero no definen a las negociaciones. Hay situaciones, por ejemplo, en que es imposible que todas las partes involucradas tengan beneficios, ya que la posibilidad de que una persona los obtenga, excluye la de que la otra lo haga.
Es importante notar que el beneficio es el objetivo, pero no siempre es el resultado; es decir, la negociación no tiene al beneficio como un requisito elemental. Se negocia aun si el resultado no es el beneficio esperado.
Se suele considerar que la negociación consiste en llegar a un acuerdo; en realidad, no es así. Puede haber una negociación elaborada y compleja, que finalmente no conduzca a ningún acuerdo. El acuerdo en las negociaciones no es el objetivo, sino un medio para alcanzar el objetivo, que son, como se ha mencionado, los posibles beneficios.

## Tipos de negociación
1.- Según el desarrollo esperado de la misma:
- Negociación inmediata: busca llegar con rapidez a un acuerdo, sin preocuparse en tratar de establecer una relación personal con la otra parte implicada.

- Negociación progresiva: busca una aproximación gradual en la relación personal, se intenta crear una atmósfera de confianza antes de entrar propiamente en el negocio.

2.- Según la consideración mutua o no de los intereses del otro negociante:
- Negociación competitiva: busca el mayor beneficio para la parte involucrada, sin atender mayormente al interés de los otros conegociantes (ganar a toda costa) o en casos extremos el perjuicio de ellos (ganar - perder). Hay quien considera que no es una verdadera negociación, sin embargo, la casuística muestra que esta situación se presenta en una gran cantidad de las negociaciones; en ocasiones por negociar con un estilo hostil o con una mentalidad de rivalidad, pero también porque existen situaciones en las que la posibilidad de que una de las partes obtenga un beneficio excluye la de que la otra parte también lo obtenga.[4]
- Negociación colaborativa: se busca generar beneficios para todas las partes involucradas. (ganar-ganar)[4] Algunos autores consideran este resultado como la definición de lo que es una negociación; en realidad es un objetivo. Se está negociando incluso cuando no se logra o no sea factible alcanzar este resultado.

3.- Según la persona con quien se interactúa:
- Negociación de única ocasión: se realiza con una persona con quien no se espera volver a interactuar. En estos casos lo principal a tomar en cuenta es la circunstancia que ha generado la necesidad de negociar y la intención inmediata de la contraparte. En general, en estos casos sirve buscar un acuerdo rápido y fácil.
- Negociación continua: se interactúa con una persona con quien se espera volver a negociar en futuras ocasiones. Requiere tomar en cuenta más factores que el tipo de negociación anterior, como lo son: antecedentes, personalidad, intereses, estilos, y principalmente se sugiere cuidar que el resultado permita que las próximas negociaciones con esa persona se puedan realizar positivamente, en lugar de generar costos tangibles o emocionales que puedan convertirse en un obstáculo para alcanzar acuerdos exitosos en próximas ocasiones.

## Panorama actual de la negociación
La negociación sucede en casi todas las áreas de la vida. En el área de la abogacía, por ejemplo, un negociador experto sirve como defensor de una de las partes y procura generalmente obtener los resultados más favorables posibles a la misma. En este proceso el negociador procura determinar el resultado mínimo que la otra parte (o las partes) quiere aceptar, ajustando entonces sus solicitudes consecuentemente. Una negociación «acertada» en esta área se produce cuando el negociador puede obtener todos o la mayoría de los resultados que su parte desea, pero sin conducir a la parte contraria a interrumpir permanentemente las negociaciones.
La negociación tradicional se denomina en ocasiones ganar-perder debido al estilo de dureza de los negociadores que persiguen conseguir tanto como puedan para su parte. En los años 70, los practicantes y los investigadores comenzaron a desarrollar el enfoque de ganar-ganar en la negociación de forma que las dos partes quedaran satisfechas al haber obtenido beneficios. Ello resulta positivo al evitar posibles futuros conflictos. Quizás el más conocido fue articulado por en el libro Getting to YES de Roger Fisher, William Ury y Bruce Patton, de Harvard. Este enfoque, llamado Negociación por Principios o Principled Negotiation, también se llama a veces de obtención de mutuos beneficios. El enfoque de ganancias mutuas se ha aplicado con eficacia en situaciones medioambientales (véase a Lorenzo Susskind) así como en las relaciones de trabajo en las que las partes (p.ej. gerencia y un sindicato) enmarcan la negociación como vía de solución de problemas.
Una herramienta que se está usando en más de 20 países del mundo para intentar alcanzar soluciones ganar-ganar en una negociación, es la creada por el Dr. E. Goldratt llamada «La Nube»
Las nubes de Goldratt sirven para definir un problema y resolverlo a través de la analogía de evaporación de nubes que permite concentrarse en los problemas reales, quitando la bruma que suelen tener estos y que pueden desviar la atención hacia cosas insustanciales. Esta técnica genera soluciones de segundo orden, efectivas y simples, acercando las partes en conflicto.
Para llegar a un buen acuerdo, es necesario prepararse antes de una negociación, así como tener la seguridad de lo que se va a negociar y nunca perder el enfoque del tema a tratar. Según el concepto de negociación de algunos autores dicen: 

"Las negociaciones se pueden definir prácticamente como el proceso que les ofrece a los contendientes la oportunidad de intercambiar promesas y contraer compromisos formales, tratando de resolver sus diferencias”. 
- Colosi y Berkely , 1981

“La negociación es un proceso y una técnica mediante los cuales dos o más partes construyen un acuerdo. Las partes empiezan discutiendo sobre el asunto en el cual tienen intereses, lo que genera entre ellas variados sentimientos. Los motivos que asisten a cada negociador generan en ellos conductas que, a menudo, se expresan en propuestas verbales. Este intercambio hace que las partes desarrollen intensos deseos de controlar el tema que les preocupa”.
- Monsalve, 1988

Robert Mnookin, director del programa de negociación en Harvard, ofrece un marco de referencia que puede ser aplicable en cualquier situación donde se requiera negociar. Su método evita que la decisión sobre si negociar o luchar, o sobre qué negociar, se vea afectado por "trampas", principalmente emocionales, que puedan presentarse. Mnookin clasifica las trampas en dos rubros: negativas y positivas.
Trampas negativas que promueven rechazo:
- Tribalismo
- Satanización
- Moralismo / Presunción de rectitud
- Falacia de suma cero
- Pelear /Escapar
- Llamado a la batalla

Trampas positivas que promueven negociación:
- Universalismo
- Racionalización contextual y tendencia a perdonar
- Rehabilitación y redención
- Gana-gana
- Apaciguamiento
- Llamado a la paz /Pacifismo

Stepehen Covey, menciona cuatro tipos de negociación en su libro de "Los siete hábitos de la gente altamente efectiva", en el cuarto hábito: 
- Gana-gana
- Gana-pierde
- Pierde-gana
- Pierde-pierde

El tribalismo implica un llamado a la identidad de grupo, en la que se ve al propio lado como conocido y confiable, mientras el otro lado es un grupo extraño del cual debe desconfiarse y no hay que favorecer.
El universalismo supone que todas las personas son esencialmente iguales y subestima la importancia de las diferencias producidas por la cultura, la historia y la identidad de grupo.
La satanización es la tendencia a ver el otro lado como "malo", no solo culpable de actos malos, sino fundamentalmente malo en esencia.
La racionalización contextual obliga al negociante a permitir actitudes inapropiadas por ser producto de presiones externas u otros factores y por ello debe perdonarse.
La deshumanización implica ver al enemigo como por fuera del orden moral, menos que humano. Esta trampa justifica tratar al otro como un objeto. Esto sucede cuando se elige la opción Pierde-pierde, que incluye e suicidio, y el terrorismo como una de sus opciones. 
La rehabilitación y redención implica pensar en que el otro está mal, y ceder significará darle una oportunidad de hacer lo correcto.
El moralismo y la presunción de rectitud producen una tendencia a ver el otro lado como completamente equivocado, mientras que uno es inocente y meritorio.
La trampa suma cero implica ver el mundo como una competencia: si un lado gana, el otro pierde. El conflicto es visto como meramente distributivo: todo lo que beneficie a su enemigo es necesariamente malo para usted.
El ganar-ganar, como trampa, supone que siempre es posible distribuir el motín a partes iguales de tal modo que les vaya bien a ambos.
La trampa pelear o huir implica comportamientos aparentemente opuestos, pero ambos son reacciones automáticas. Se puede pensar en pelear sin reflexionar o en huir sin importar lo que pueda obtenerse.
El apaciguamiento busca arreglarlo lo antes posible para evitar que el conflicto se haga mayor y se lleguen a consecuencias indeseables.
El llamado a la batalla presupone que la negociación es una guerra donde deben movilizarse a las tropas lo antes posible. Generalmente, va acompañada de cualquier otra trampa negativa y frecuentemente, aunque el líder mantiene que la causa beneficia al bien común, el llamado a la batalla también conviene a los intereses políticos del líder.
El llamado a la paz está basado en la premisa de que casi todo conflicto puede evitarse o solucionarse mediante iniciativas sensatas en busca de la paz. Esta trampa puede implicar nociones de trampas positivas.
Tras eliminar las trampas, el marco de Mnookin plantea diferentes preguntas, situado en diversos enfoques:
1.- Intereses. ¿Cuáles son mis intereses? ¿Cuáles son los de la otra parte?
2.- Alternativas. ¿Cuáles son mis alternativas para negociar? ¿Cuáles son las de la otra parte?
3.- Posibles resultados de negociar. ¿Hay algún trato posible que pueda satisfacer mejor los intereses de ambas partes que nuestras alternativas de negociación?
4.- Costos. ¿Cuánto me costará negociar? ¿Qué puedo perder en términos de recursos tangibles: dinero y tiempo? ¿Sufrirá mi reputación? ¿Será negociar un mal precedente?
5.- Puesta en práctica. Si logramos hacer un trato, ¿hay una perspectiva razonable de que será llevado a cabo?
Al aplicar este marco, se puede saber si es mejor acercarse al otro y negociar o rehusarse a ello. La decisión se toma, principalmente, si los resultados pueden superar las alternativas, ya que, de lo contrario, la negociación no conllevará a ningún beneficio para ningún bando.
La negociación como una habilidad 
Si pensáramos la negociación como una caja vacía en la que se van a volcar conocimientos de distintas áreas del management y otras ciencias, sin duda estaremos de acuerdo en que las relaciones humanas, que implican distintos estilos y personalidades, las relaciones laborales, con años capitalizados de experiencia de negociación entre empleadores y empleados, la diplomacia, con sus soluciones creativas a conflictos políticos, o la economía, con todo su aporte cuantitativo a través de la teoría de juegos, han sido grandes forjadores de los cimientos presentes en este arte. 
Conocer y usar su poder real, teniendo en cuenta el de la otra parte 
El poder de las partes es uno de los protagonistas siempre presentes en toda negociación que hay que tener muy en cuenta. Sin embargo, hay que ser cauteloso al momento de reconocerlo. El poder de una parte no debe ser considerado por la otra como algo estático y absoluto, contra el cual nada se puede hacer. Por el contrario, siempre el poder es relativo, dadas las circunstancias de la negociación, el entorno que la envuelve, quiénes y cómo son los negociadores, a quién representan y quiénes son las terceras partes que influyen. como por ejemplo: Pete Sampras y Andre Agassi se han repartido el liderazgo del circuito masculino de tenis durante la década del 90. Con diferentes estilos, uno con gran saque y derecha a la carrera, el otro con gran devolución y revés, crean una batalla apasionante cada vez que se enfrentan. Cada uno es consciente no sólo de sus propias fuentes de poder, sino también de las del otro. Lo mismo debe ocurrir en una negociación, para que el resultado de la misma no se incline rápidamente hacia alguna de las partes.
Luzuriaga, N. Zamprile, A. y Luchi, R. (2011). El arte de la negociación. Buenos Aires, Temas Grupo Editorial. Recuperado de https://elibro.net/es/ereader/bidigecest/116692?page=28.